# Antonio Busca (pintor)

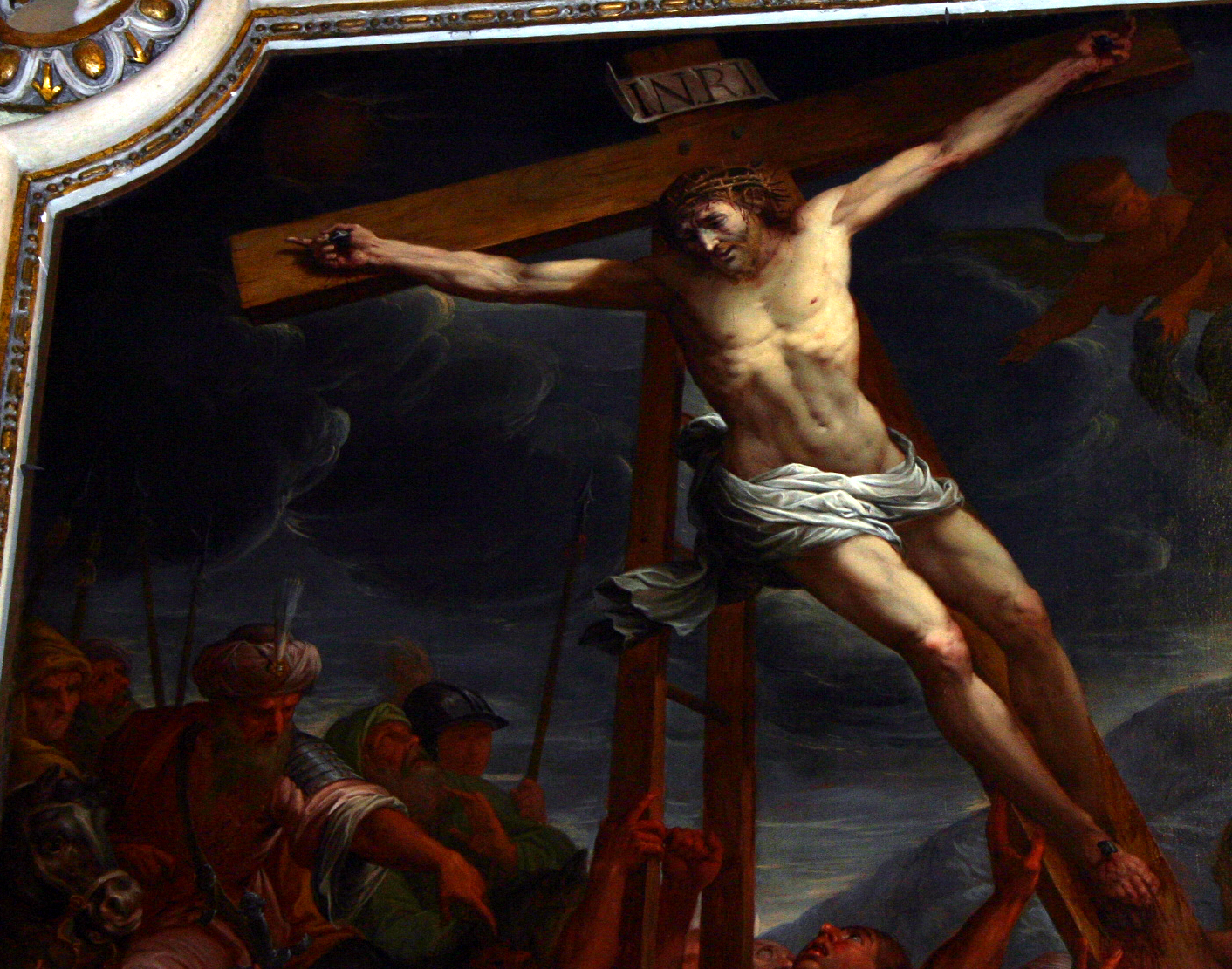
Antonio Busca, Crucifixión. Milán, San Marco.

Antonio Busca (1625–1686) fue un pintor italiano del período barroco, activo principalmente en Lombardía .
Nació en Milán . Se formó con Ercole Procaccini, con quien trabajó en Milán y Turín . Durante 1648-9, bajo la dirección de Procaccini, Busca, junto con Johann Christoph Storer, il Moncalvo y Luigi Pellegrini Scaramuccia, ayudaron a decorar la Capilla del Crucifijo en la iglesia de San Marco en Milán.
En 1650-51 viajó a Roma para trabajar con Giovanni Ghisolfi y colaboró con él en el Sacro Monte de Varese . También estuvo activo en el Sacro Monte di Orta . Como estaba muy afligido por la gota, parece que no podía emprender nada con vigor y se hundía en una repetición amanerada.

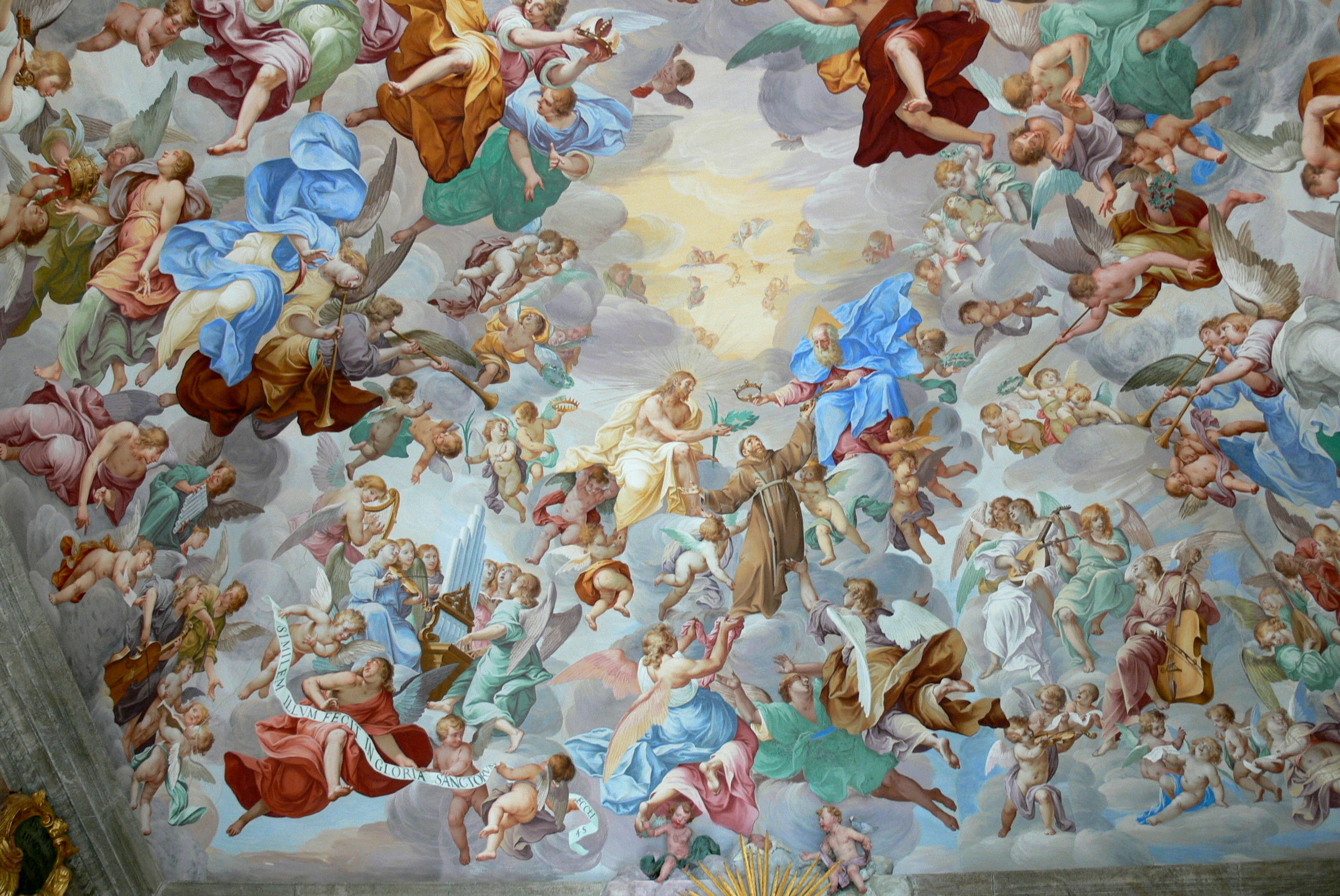
Techo, Sacro Monte Orta.